# UN-Sonderberichterstatter für Syrien
Die Stelle des Sonderberichterstatters zur Menschenrechtssituation in Syrien wurde 2011 vom UN-Menschenrechtsrat eingerichtet, um die problematische Situation der Menschenrechte im vom Bürgerkrieg belasteten Syrien zu beobachten.

## Geschichte
Anfang 2011 kam es in Syrien, wie auch in einer Reihe anderer arabischer Staaten, zu Protesten gegen das Regime von Baschar al-Assad, die sich bald zu einem Konflikt verschiedener ethnischer, religiöser, und politischer Gruppen sowie ausländischer Staaten ausweiteten. In Folge der mit großer Gewalt geführten Kämpfe wurden Millionen syrischer Bürger Opfer von Verletzungen. Mehr als 13 Millionen Syrer wurden vertrieben und leben als Flüchtlinge innerhalb oder außerhalb der syrischen Grenzen. Bereits 2016 waren nach Schätzungen die Vereinten Nationen 400.000 Menschen infolge des Konflikts gestorben. Syrien ist heute in mehrere Machtbereiche zerfallen, die Sicherheit der Bevölkerung ist permanent bedroht, die Menschenrechte werden von allen Konfliktparteien verletzt.
Am 22. August 2011 gründete der UN-Menschenrechtsrat durch seine Resolution S-17/1 die Unabhängige internationale Untersuchungskommission zu Syrien. Am 2. Dezember 2011 schuf der UN-Menschenrechtsrat das Mandat für den UN-Sonderberichterstatter für Syrien.

## Das UN-Mandat
In der Resolution A/HRC/RES/S-18/1 wurde festgelegt, dass das Mandat wirksam werden soll, wenn das Mandat der Unabhängigen internationalen Untersuchungskommission zu Syrien endet, was bisher nicht absehbar ist. Der Vorsitzende der Untersuchungskommission, der Brasilianer Paulo Sérgio Pinheiro, ist der designierte Mandatsträger.
In der Sitzung des UN-Menschenrechtsrats vom 5. Juli 2023 berichtete Paulo Pinheiro, dass selbst nach den verheerenden Erdbebenschäden im Nordwesten Syriens die dort lebenden Menschen Luft- und Bodenangriffen ausgesetzt seien, während die dringend benötigte humanitäre Hilfe gefährdet sei. In der Region um Idlib lebten Hunderttausende, die seit Beginn des Bürgerkriegs mehrfach vertrieben wurden. Ihre Versorgung sei völlig der Kontrolle von Konfliktparteien überlassen, die in der Vergangenheit die Hilfe immer wieder blockiert hätten. Im Nordosten Syriens seien nach wie vor über 50.000 Menschen, vor allem Frauen und Kinder, unter entsetzlichen Bedingungen in Lagern interniert, die Verfahren gegen rund 10.000 inhaftierte mutmaßliche Da'esh-Mitglieder seien in der Schwebe. Pinheiro forderte die Mitgliedstaaten auf, ihre Staatsangehörigen zurückzunehmen und sie gegebenenfalls in fairen Verfahren zur Rechenschaft zu ziehen. Pinheiro berichtete, dass syrische Zivilisten weiter bei mutmaßlichen syrischen, russischen, israelischen, jordanischen, türkischen und US-amerikanischen Angriffen in den letzten Monaten getötet worden seien. Er zeigte sich bestürzt über Entscheidung der Arabischen Liga im Frühjahr 2023, das wegen der Verbrechen gegen die eigene Bevölkerung ausgeschlossene Syrien wieder aufzunehmen, wobei die Menschenrechtsprobleme kaum erwähnt worden seien. Schwerste Menschenrechtsverletzungen würden nicht nur durch staatliche Institutionen begangen, sondern auch durch unabhängig agierende Milizen und Gruppierungen. Hier komme es insbesondere zur Rekrutierung von Kindersoldaten. Die bereits bestehende Diskriminierung und geschlechtsspezifische Gewalt gegenüber Frauen und Mädchen hätten sich durch den Konflikt noch verstärkt. Pinheiro begrüßte die Entscheidung des Internationalen Gerichtshofs, ein Verfahren einzuleiten, um den syrischen Staat für die Nichteinhaltung des UN-Übereinkommens gegen Folter zur Rechenschaft zu ziehen.

## Amtsinhaber
- Paulo Sérgio Pinheiro  Brasilien, nominiert 2011